# Puerto Rico (Pando)
Puerto Rico ist eine Landstadt im Departamento Pando im Tiefland des südamerikanischen Anden-Staates Bolivien. Die Stadt war 1938 die erste Hauptstadt des Departamentos Pando.

## Lage im Nahraum
Puerto Rico ist Sitz der Verwaltung der Provinz Manuripi und der zentrale Ort des Municipios Puerto Rico und liegt im Kanton Victoria auf einer Höhe von 175 m. Bei Puerto Rico vereinigen sich Río Manuripi und Río Tahuamanu zum Río Orthon, der 410 km unterhalb des Zusammenflusses in den Río Beni mündet.

## Geographie
Puerto Rico liegt im bolivianischen Tiefland im Flusssystem des Amazonas, weite Strecken der Region sind noch mit tropischem Regenwald bedeckt, das Klima der Region ist das heiße und feuchte Tropenklima.
Die mittlere Jahrestemperatur der Region liegt bei 26,5 °C (siehe Klimadiagramm Puerto Rico/Bolivien), die Monatsdurchschnittstemperaturen schwanken nur unwesentlich zwischen 25 °C im Juni und Juli und über 27 °C von September bis Januar. Der Jahresniederschlag beträgt 1.800 mm, die Niederschlags-Höchstwerte liegen bei über 200 mm von Dezember bis März, und nur die kurze Trockenzeit von Juni bis August weist Monatsniederschläge von jeweils 30 mm auf.

## Verkehrsnetz
Puerto Rico liegt in einer Entfernung von 169 Straßenkilometern östlich von Cobija, der Hauptstadt des Departamentos, an einem wichtigen Flussübergang.
Von Cobija aus führt die 370 Kilometer lange Nationalstraße Ruta 13 nach Osten über Porvenir nach Puerto Rico, wo sie den Río Orthon überquert, und dann weiter nach El Triangulo (El Choro). In El Choro trifft die Ruta 13 auf die Ruta 8, die von Guayaramerín und Riberalta im Norden nach Reyes, Rurrenabaque und Yucumo im zentralen bolivianischen Tiefland führt.

## Bevölkerung
Die Einwohnerzahl der Ortschaft ist in den beiden Jahrzehnten zwischen den letzten Volkszählungen auf etwa das Fünffache angestiegen:
| Jahr | Einwohner | Quelle       |
| ---- | --------- | ------------ |
| 1992 | 509       | Volkszählung |
| 2001 | 1 522     | Volkszählung |
| 2013 | 2 672     | Volkszählung |
| 2024 |           | Volkszählung |